# Ott, ahol a Dnyeszter vize zúg
Az Ott, ahol a Dnyeszter vize zúg vagy Lengyel szabadságdal egy első világháborús katonadal. A magyar változat szövegét Falk Richárd írta, zenéjét Marthon Géza szerezte. A dalt megemlíti Szilágyi György a Hanyas vagy? című életrajzi jellegű írásában. A dal később a Sarajevo című 1940-es magyar film betétdala lett, amelyben Gózon Gyula adta elő.

## Szövege
Nyikorgó lánc azt juttatja eszembe,

Cár veretett karperecet kezemre.

Láncvasából szuronyt csinál a lengyel,

Útra száll a szabadító sereggel.

Ott, ahol a Dnyeszter vize zúg,

Van egy kicsi madárjárta zug.

Fából verve áll egy kicsi ház,

Szomorúság, ami ott tanyáz.

Öreg szülém könnye úgy szakad,

Hogy kiárad tőle a patak.

Könnytengerben hömpölyög az ár,

Ebbe vész a fehér arcú cár.

Árva vagyok, hazámnál nincs egyebem,

Ezt az egyet holtomiglan szeretem.

Mindkettőknek de egyforma sorsa van,

A hazám rab, én pediglen hontalan.

Hallga, hallga mit fütyül a szél,

Lengyel földről bús mesét mesél.

Lengyel földön hagytam a babám,

Ott lettem rab egy bősz éjszakán.

Zsarnok rabja csak testem lehet,

Mert a lelkem száll hegyek felett.

Hegyek felett, völgyön, réten át,

Verdesi a babám ablakát.